# Хорватський домобран (газета, Загреб)
Хорватський домобран (хорв. Hrvatski domobran) — хорватський часопис, що виходив двічі на місяць. Мав підзаголовок «молодіжне видання». Перше число вийшло 16 листопада 1928 року. Видавцем виступила організація «Хорватський домобран». Почав видаватися замість попередньої газети «Старчевич» (хорв. Starčević) — офіційного друкованого органу Союзу хорватської правої республіканської молоді. «Хорватський домобран» випромінював бойовитість і революційність, через що постійно перебував під утисками цензури та піддавався конфіскаціям. Всього вийшло шість чисел, останнє 22 грудня 1928 р.

## Відомі співробітники
- Владко Мачек, Анте Павелич, Іван Пернар, Мате Фркович, Йосип Мілкович, Анте Валента, Густав Перчец, Бранко Крмпотич, Іво Кнежевич, Джуро Кумичич, Міле Будак, Шиме Бален,[3] В'єкослав Маштрович.[4]